# Astragalus stenoceras
Astragalus stenoceras är en ärtväxtart som beskrevs av Carl Anton von Meyer. Astragalus stenoceras ingår i släktet vedlar, och familjen ärtväxter. Inga underarter finns listade i Catalogue of Life.